# José Eduardo dos Santos
José Eduardo dos Santos   (Luanda, 28 d'agost de 1942 - Barcelona, 8 de juliol de 2022) fou president, cap del Govern i comandant en cap de les Forces Armades d'Angola entre setembre de 1979 i setembre de 2017. Morí a Barcelona, on vivia des del 2019, el 8 de juliol del 2022, pocs dies després que la seva filla denunciés que el deteriorament de la seva salut havia estat intencionat.

## Biografia
Fill d'un treballador de la construcció, encara d'estudiant es va enrolar al Moviment Popular per a l'Alliberament d'Angola (MPLA) el 1956, començant així la seva carrera política. A causa de la repressió del govern colonial, Dos Santos es va exiliar a França el 1961. Més tard es va traslladar a la República del Congo i des d'allà va col·laborar amb l'MPLA fins a esdevenir-ne el vicepresident. Per a continuar amb la seva educació es va traslladar a l'URSS on va rebre un títol d'enginyer de l'Institut Petrolífer i Químic d'Azerbadjan.
El 1970 va tornar a Angola i es va ajuntar a l'EPLA (Exército Popular de Libertação de Angola), la branca militar de l'MPLA, esdevenint transmissor de ràdio a la segona regió política-militar de l'MPLA. El 1974 va ser promocionat a subcomandant del servei telecomunicacions de la segona regió i nomenat coordinador de política internacional de l'MPLA.
Després d'aconseguir la independència angolesa, els grups rebels de MPLA, Unió Nacional per a la Independència Total d'Angola (UNITA) i Front Nacional d'Alliberament d'Angola (FNLA) van començar la Guerra Civil angolesa que duraria vint-i-set anys. Al començament de la guerra, Dos Santos va ser nomenat president de l'MPLA i secretari de política internacional. Va ser substituït com a secretari el 1976.
Després de la mort del primer president d'Angola, Agostinho Neto, a Moscou, Dos Santos va ascendir a president, cap de les forces armades, i president del parlament el 1979 a través de les eleccions internes del partit.
A Lisboa es va signar un tractat de pau amb el líder de la UNITA, Jonas Savimbi, el 1991. El tractat prometia eleccions lliures i la integració de membres de la UNITA a les noves Forces Armades d'Angola (FAA). Com a prova de bona fe amb les potències estrangeres, l'MPLA havia prèviament refusat el marxisme per a reinventar-se com un partit socialdemòcrata.
El 29 de setembre i 30 de setembre del 1992, es van fer les eleccions a Angola. Dos Santos va guanyar a Jonas Savimbi (49,5 i 40,7 per cent dels vots, respectivament), però com que cap candidat havia aconseguit el 50 per cent dels vots a la primera volta, es va convocar una segona volta de votació. Savimbi llavors va abandonar, tot al·legant frau en el vot. Els observadors estrangers i l'ONU van declarar les eleccions inconcluses. A les eleccions parlamentàries l'MPLA va obtenir el 54,7 dels vots amb 129 dels 220 escons al Parlament. La UNITA en va aconseguir un 34,1 per cent, atorgant-los-hi 70 escons.
La retirada de Savimbi de la segona volta de les eleccions va atorgar a Dos Santos molt de suport internacional. Els Estats Units van reconèixer Angola el 1993. Dos Santos, ara refusant les negociacions de pau, va començar severes accions militars contra la UNITA.
A partir de 1992 es va procedir a la privatització de les empreses públiques. El gir cap al capitalisme no va anar acompanyat de cap democratització: la presidència del país va reforçar la seva hegemonia i no es va garantir la divisió de poders. Dos Santos ha estat acusat d'enriquir-se en aquella època i, sobretot, d'enriquir la seva família. El moment de màxim enriquiment va venir amb la privatització dels serveis públics del país, que es va fer ben sovint mitjançant decret presidencial, sense cap concurs públic.
El 1999, Dos Santos va guanyar un gran poder al parlament angolès en esdevenir secretari de Defensa.
El febrer de 2002, el líder de la UNITA, Jonas Savimbi, va ser assassinat per les tropes de les FAA. La ja debilitada UNITA es va rendir i va signar un tractat de pau unes setmanes més tard, acabant així la Guerra Civil angolesa.
Durant el període de pau, Dos Santos va signar contractes amb corporacions interessades a extreure petroli i diamants, va controlar la inflació i va portar un creixement econòmic estimat del 24 per cent. Tot i aquests avenços econòmics, Dos Santos va fallar en combatre la corrupció governamental, reconstruir infraestructures públiques, fer un esborrany de la nova constitució i reduir el control sobre la premsa. A pesar que els recursos naturals d'Angola són uns dels més importants del món, l'ONU considera Angola un dels països més pobres i una bona part de la seva població viu per sota del llindar de la pobresa.
Dos Santos va anunciar el 2001 que es retiraria a les següents eleccions presidencials. No obstant això, al desembre del 2003, va ser reelegit com a cap de l'MPLA i fou el candidat del partit a les següents eleccions presidencials. En un primer moment, es creia que aquestes se celebrarien el 2006, i llavors que podria ser succeït el 2007, però el desembre del 2006 es va anunciar que les següents eleccions presidencials se celebrarien el 2009.
Al novembre del 2006, Dos Santos va ajudar a fundar l'Associació de Països Africans Productors de Diamants. És una organització d'aproximadament vint nacions africanes fundada per promoure la cooperació mercantil i les inversions estrangeres a la indústria africana de diamants.

## Mort a Barcelona
José Eduardo dos Santos va governar Angola amb mà de ferro del 21 de setembre de 1979 al 26 de setembre de 2017. Va estar trenta-vuit anys al poder, dirigint el seu país i també el partit oficialista de l'MPLA. Ell i la seva família, especialment la seva filla Isabel i el seu gendre, el congolès Sindika Kongolo, es van enriquir extraordinàriament.
El 2017, João Manuel Gonçalves Lourenço va succeir Dos Santos al front del país i de l'MPLA. Ara, la justícia angolesa investigava la fortuna d'Isabel dos Santos, i José Eduardo dos Santos s'havia allunyat de la vida política angolesa i d'ençà del 2019 residia a Barcelona, en una gran mansió de Pedralbes.
Al juny del 2022, afectat d'insuficiència pulmonar, va ingressar en la clínica Teknon, on als pocs dies va haver de ser tractat en la unitat de cures intensives, en una situació de coma induït i en estat molt greu, fins que va morir el 8 de juliol. La seva filla, Tchizé dos Santos, denuncià als mossos d'esquadra (policia de Catalunya) l'exparella del pare, Ana Paula, i el metge personal, Joao Afonso, assignat pel govern d'Angola, com a possibles culpables del deteriorament de la seva salut. En la denúncia, va indicar que s'havien vist persones alienes a la família en l'habitació on el seu pare estava ingressat, i creia que l'actual govern d'Angola li havia anat deteriorant la salut fins al punt del coma per a poder-lo immobilitzar. La filla creia que l'actual president, Joao Lourenço, el volia eliminar pel temor que aprofités el suport popular que encara conservava per a donar suport al cap de l'oposició. Per contra, deia, un funeral d'estat podria donar una falsa imatge d'unitat que beneficiaria Lourenço en les eleccions que es faran a l'agost. Per això també demanava que, quan morís el seu pare, «sigui enterrat a Barcelona».